# Kruthusplan

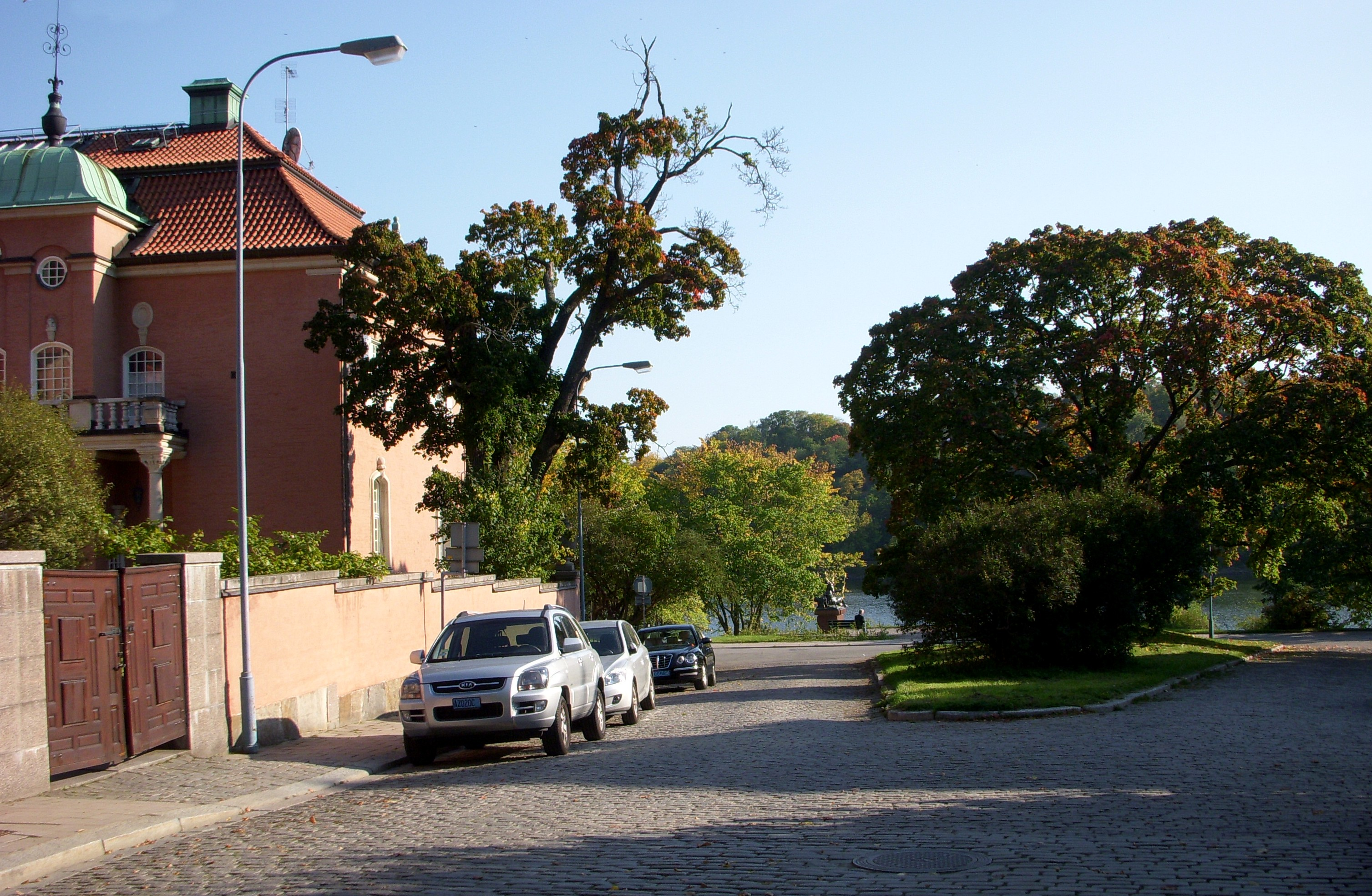
Kruthusplan vy mot Djurgårdsbrunnsviken, på vänstra sidan ligger Tillbergska villan.

Kruthusplan är en liten plats i stadsdelen Östermalm i Diplomatstaden, Stockholm. Kruthusplan leder från Laboratoriegatan i höjd med  Engelska kyrkan söderut mot Nobelgatan och delar Diplomatstadens villaområde i två kvarter, "Ambassadören" och "Diplomaten".
Gatan fick sitt nuvarande namn år 1912 (samtidigt som Laboratoriegatan) i samband med stadsplanearbeten för den nya stadsdelen "Diplomatstaden". I området ligger nu Sveriges Radios byggnader, i början på 1700-talet låg här ett laboratorium för krut- och ammunitionstillverkning som ersatte en liknande anläggning vid nuvarande Karlaplan, som flög i luften år 1716.
Kruthusplan är numera känd som plats för några av Diplomatstadens palatsliknande villor som byggdes där på 1910- och 1920-talen.  På västra sidan finns Brittiska ministerbostaden, ritat av arkitekt Richard Allison för Storbritannien och mot östra sidan utmed Kruthusplan ligger Tillbergska villan, ritad av arkitekt Ivar Tengbom för Knut Tillberg som disponeras idag av  Sydkoreas ambassad.